# Jef Demuysere
Joseph (Jef) Demuysere (Wervik, 26 juli 1907 – Antwerpen, 30 april 1969), ook bekend als “Tjeppen Demuysere”, was een Belgisch wielrenner.

## Carrière
In 1928 startte Demuysere als profrenner bij het team Lucifer-Hutchinson. Het hoogtepunt van zijn carrière vormde zijn overwinning in Milaan-San Remo in 1934. Ook haalde hij tweemaal het eindpodium in zowel de Ronde van Frankrijk, als de Ronde van Italië. In de Tour de France was dit in 1929 (3e na Maurice De Waele en Giuseppe Pancera) en 1931 (2e na Antonin Magne), in de Giro in 1932 (2e na Antonio Pesenti) en 1933 (2e na Alfredo Binda).
Na zijn sportcarrière had hij een fietshandel te Antwerpen. Hij overleed ten gevolge van een hartaanval.
Zijn geboorteplaats Wervik stond in 2007 in het teken van het 'Joseph-Demuysere'-jaar. Zo werd er onder meer zijn borstbeeld onthuld van de hand van Willy Calis en werd er een straat naar hem vernoemd. Ook werd hij dat jaar benoemd tot ereburger van Wervik. In 2022 werd een herinneringstocht ter zijner ere georganiseerd, deze kaderde in de tentoonstelling Coureur Local van het Nationaal Tabaksmuseum.

## Erelijst
1926
Parijs-Arras
1927
Ronde van Vlaanderen (onafhankelijken)
1929
10e etappe Ronde van Frankrijk
Parijs-Longwy
1930
Circuit du Morbihan
1931
15e etappe Ronde van Frankrijk
18e etappe Ronde van Frankrijk
Omloop der Vlaamse Gewesten
1932
 Belgisch kampioen veldrijden, Elite
1934
Milaan-San Remo

### Resultaten in voornaamste wedstrijden
| Jaar | Ronde van Italië | Ronde van Frankrijk | Ronde van Spanje |
| ---- | ---------------- | ------------------- | ---------------- |
| 1927 |                  |                     |                  |
| 1929 |                  | ↑ (1)               |                  |
| 1930 |                  | 4e                  |                  |
| 1931 |                  | ↑ (2)               |                  |
| 1932 | ↑                | 8e                  |                  |
| 1933 | ↑                |                     |                  |
| 1934 | 11e              |                     |                  |
| 1935 | opgave           |                     |                  |

| Jaar | Milaan-San Remo | Ronde van Vlaanderen | Parijs-Roubaix | Luik-Bast.‑Luik | Parijs-Brussel |
| ---- | --------------- | -------------------- | -------------- | --------------- | -------------- |
| 1927 |                 |                      |                | 6e              |                |
| 1929 |                 | 21e                  |                |                 |                |
| 1930 |                 |                      |                |                 | Zilver         |
| 1931 |                 | 13e                  | 6e             |                 | 6e             |
| 1932 |                 |                      | 6e             |                 | 14e            |
| 1933 |                 |                      | 19e            |                 |                |
| 1934 | ↑               |                      | 18e            |                 |                |
| 1935 | 9e              |                      |                |                 |                |